# Gottlieb Nakuta
Gottlieb Nakuta est un footballeur namibien né le 8 mai 1988.
Il a participé à la Coupe d'Afrique des nations 2008 avec l'équipe de Namibie. Il joue depuis 2006 au sein du club de Blue Waters FC, dans le championnat de première division namibienne.